# Molinaea cupanioides
Molinaea cupanioides là một loài thực vật có hoa trong họ Bồ hòn. Loài này được (Gaertn.) Radlk. mô tả khoa học đầu tiên.